# Pederastie

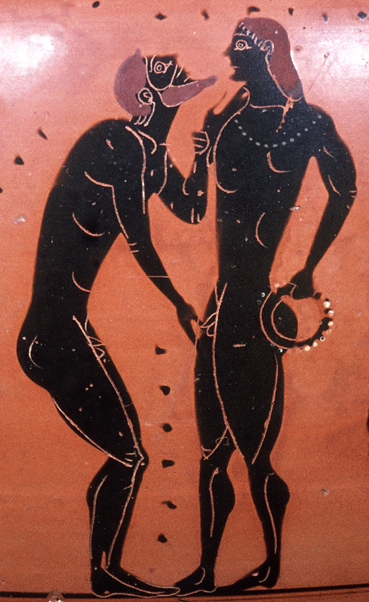
Scena de seductie. Amfora ateniana cu figuri negre; secolul 5 BC, Pictorul din Cambridge; Obiect din colectia muzeului Staatliche Antikensammlungen und Glyptothek, München, Germania.
Barbatul este aratat facand un gest traditional de seducere pederastica, cu o mana prinzand barbia tanarului ca sa se uite in ochii lui, cealalta intinsa spre genitale. Tanarul numai apare sa reziste.

Pederastia este un termen creat de vechii greci pentru a descrie o formă de relație între un băiat adolescent și un adult din afara familiei sale. Cuvântul (παιδεραστής) provine de la combinația de paides ('băiat' sau 'copil') cu erasteio ('a tânji'). În acele societăți în care pederastia era prevalentă, precum Grecia Antică, Japonia până în timpurile recente, Melanezia și Italia în timpul renașterii, a existat ca o formă de bisexualitate aproape universală. Din punct de vedere istoric, a co-existat cu relații egalitare de iubire între bărbați, dar care erau mai problematice și amenințau mai mult structura socială. 
Kenneth James Dover (savant pe limba greacă veche) subliniază faptul că o relație de același sex erastes-pais consta, în general, dintr-un bărbat oarecum mai în vârstă, de obicei între 18 și 30 de ani și un adolescent mai tânăr, de obicei între 13 și 18 ani.
Etica pederastică a acelor societăți a fost explorată de istorici din secolul al XIX-lea. Printre primii a fost John Addington Symonds, care a scris A Problem in Greek Ethics în 1873, dar a trebuit să aștepte 28 de ani ca să-l poată publica, în 1901.  Arhivat în 17 octombrie 2005, la Wayback Machine.. Edward Carpenter a elaborat asupra acestei lucrări, prin opera sa din 1914 intitulată Intermediate Types among Primitive Folk. Acest text examinează toate practicele homoerotice, nu numai cele pederastice, și include culturi de pe tot globul . În momentul prezent istoricii acceptă că pederastia nu a fost stigmatizată atât timp cât relațiile urmau normele sociale, care, bineînțeles au variat de la popor la popor, și de-a lungul timpului. În unele societăți, culturi homoerotica erau dominante. În altele, relațiile erau problematizate și exista un conflict continuu între cultura populară și autorități.

## Lumea antică

### Aspecte istorice
Din timpul ocupației doriene din Grecia Antică, pederastia a fost practicată cu un scop „educativ” și militar: în luptă, cei doi „prieteni” erau tot timpul alături, apărându-se reciproc, practică aplicată mai târziu și de spartani, apoi de soldații celebrului „batalion sacru” teban.

## Forme moderne și post-clasice

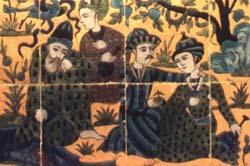
Tablou aflat la Muzeul Luvru, Paris
Chechel Sutun (Patruzeci de Coloane) din Persia a fost un palat construit la inițiativa lui Shah Abbas I, care era faimos pentru iubirea ce o purta pajilor frumoși și paharnicilor săi tineri. Multe dintre elementele artistice create în timpul său celebrează iubirea între bărbați și adolescenți. Exemplul de față este realizat din panouri ceramice, dar au existat și picturi și desene ale artiștilor timpului, cum ar fi Riza i-Abbasi.
(a se vedea „Persian Hall of Male Love”).

### Exemple orientale
Anterioare secolului XX, relațiile cu un element mai mult sau mai puțin pederast au fost modelul iubirii partenerilor de același sex, la bărbați. În Japonia, practicile shudu, „Calea celor tineri“ au constituit o paralelă a cursului pederastiei în Europa. În Pacificul Sudic, multe dintre culturile nativilor presupunea fecundarea bărbaților de către bărbați, ca parte a ritualului de trecere de la perioada de pubertate la cea de adolescență, după cum consemnează Gilbert Herdt în documetațiile sale. Pe teritoriile locuite de musulmani, relațiile pederaste erau larg răspândite și amplu documentate în poezia și arta culturilor native. Literatura arabă, în particular, expune o bogată tradiție a homosexualismului, exemplu clar al acestor practici este opera poetului secolului VIII, din Bagdad, Abu Nawas:
„Am scris pe zidurile și ușile tuturor caselor
Despre patima dureroasă a iubirii pe care ți-o port
Ca tu trecând vreodată pe aici
Să le citești, și astfel tu să ști despre starea mea.
Și în inima mea, port chipul lui 
Văzându-l, am văzut ceea ce este în inima mea.“
Aceste orientări sexuale transpar și din „Cartea celor o mie și una de nopți“.

### Construcții apusene
În Europa, Renașterea nu a reînviat numai arta și literatura antichității romane și grecești, ci și acel climat social destins, bazat cu siguranță cel puțin în parte pe prosperitatea economică a acelor timpuri, a permis și dezvoltarea liberă a unor direcții ale sexualității, chiar dacă acestea se abăteau de la învățăturile Bibliei.
Sonetele lui William Shakespeare și poezia lui Marlowe, ca și operele altor artiști, sfidează interdicțiile religioase, cântând iubirile pătrunzătoare pentru băieți frumoși și celebrând frumusețea androgină a acestora. 
Cel puțin, în cazul lui Shakespeare obiectul pasiunii se presupune a fi fost unul dintre tinerii actori, care interpreta toate rolurile feminine din piese.
Istoria artei, deci și a literaturii este ofertantă în prezentarea cazurilor de pederastie. Aceasta a devenit inseparabilă de cea a homosexualității, motiv pentru care un anumit număr de artiști a fost absorbit în ceea ce se numește cultura gay. În orice caz, categoriile moderne nu fac o cartografiere exactă a expresiilor homosexuale timpurii, în secolul XX, între iubirea pentru băieți la vârsta adolescenței și cea pentru bărbați adulți nu se face o diferențiere. 
Renașterea, cu a ei redescoperire a lumii antice, a fost o perioadă fertilă pentru acest tip de relații. Florența, în special, era recunoscută pentru popularitatea pederastiei, devenind chiar denumirea acestei practici (în Germania, termenul care definește acest tip de relație, este florenzen). Printre personajele celebre care au avut relații amoroase cu adolescenți, se numără: Théophile de Viau, Benvenuto Cellini, Caravaggio, Leonardo da Vinci, și Michelangelo, posibil și Sandro Botticelli.
În secolul IX, redescoperirea treptată a siturilor antice în Italia și Grecia au alimentat interesul, devenit aproape isterie, pentru aceste civilizații vechi, în mod special în Marea Britanie și Germania. În consecință, relațiile pederaste au revenit la modă în opera, dar și în viața artiștilor. 
În poezie:Walt Whitman, Lord Byron, Paul Verlaine, Johann Wolfgang von Goethe
În literatură: Oscar Wilde
În arta plastică: Henry Scott Tuke
- Ruby, Gold și Malachite - Henry Scott Tuke[nefuncțională]
- August albastru - Henry Scott Tuke, 1893-94, Tate Gallery

În arta fotografică: Wilhelm von Gloeden.
- Wilhelm von Gloeden  Arhivat în 11 iulie 2009, la Wayback Machine.
- Wilhelm von Gloeden  Arhivat în 18 decembrie 2005, la Wayback Machine.
- Wilhelm von Gloeden  Arhivat în 22 aprilie 2007, la Wayback Machine.

Dragostea pederastă a fost însă și subiect al creației artiștilor care nu erau adepții acestei practici, astfel,Johann Sebastian Bach a compus aria Phoebus-Apollo, dedicată tânărului Hyacinth, iar Geschwinde a compus cantata BWV 201 - Der Streit zwischen Phoebus und Pan (Lupta dintre Phoebus și Pan)
Sfârșitul secolului XIX, marcat de procesul împotriva lui Oscar Wilde, a forțat societatea să se decidă pentru acceptarea sau respingerea pederastiei. Ca efect al acestei cauze, avem mișcarea Young Wandervogel, organizație similară Boy Scouts(Cercetașii), dar cu accent pe romantism și natură. Apariția Young Wandervogel-ui este o reacție directă la mișcării Boy Scouts, demarată în 1896, an în care publicația Der Eigene a ieșit de sub tipar. Publicație a unui tânăr german, Adolf Brand (1874-1945), de 22 de ani, care susținea pederastia clasică, considerând-o un antidot pentru rigiditatea morală a adolescenților germani. Mișcarea Wandervogel era deschisă în a își expune tendința gay / pederastă, cu toate acestea, acest gen de afectivitate presupunea a fi exprimată mai degrabă într-un mod non-sexual. Fundarea Young Wandervogel-ului, în mare parte, a fost o racție la scandalul public referitor la aceste tendințe sexuale, despre care se spunea că îndepărtează tinerii bărbați de femei.
Secolul XX își are propria participare la numărul artiștilor cu tendințe pederaste. André Gide, Rudyard Kipling, Thomas Mann, Henry de Montherlant, Eric Satie, Benjamin Britten, Pier Paolo Pasolini, Fernando Vallejo, și Allen Ginsberg au fost vizibil inspirați în proporții diferite de atracția pederastă – chiar dacă această preferință a fost negată sau ascunsă.

### Dezvoltări recente
În perioada modernă termenul a fost apropriat pentru a face referire la orice relație între un bărbat adult și un băiat, sau, uneori (ca și în Franța), între doi bărbați adulți. În engleza vorbită termenul este folosit pentru a se referi la relația între adulți și băieții sub vârsta majoratului, pentru comunitatea respectivă. În știrile media, termenul tinde a căpăta o înțelegere și, deci, folosire incorectă, fiind înțeles ca sindrom al pedofiliei, deși, mai târziu, acest termen desemnează obsesia sexuală a adulților pentru băieți sau fete prepuberi.

## Filmografie
- Satyricon, regizor Federico Fellini (1969);
- Les Amis [Prietenii], regia Gérard Blain (1970);
- Morte a Venezia [Moarte la Veneția], regizor Luchino Visconti (1971), după romanul lui Thomas Mann;
- Il Fiore Delle Mille e Una Notte [Floarea celor O mie și una de nopți, cunoscută și sub mumele de Nopți arabice, ultimă parte a Trilogiei vieții], regizor Pier Paolo Pasolini (1974);
- Un enfant dans la foule [Un copil în mulțime], regizor Gérard Blain (1976);
- Ernesto, dir. Salvatore Samperi (1983);
- For a Lost Soldier, regizor Roeland Kerbosch (1993);
- La ville dont le prince est un enfant [Tărâmul unde rege este un copil], film pentru televiziune, regizor Christophe Malavoy (1997);
- La Virgen de los sicarios [The Virgin of the Assassins], regizor Barbet Schroeder (2000);
- L.I.E. (Long Island Expressway), regizor Michael Cuesta (2001);